# 田辺令吉のおはよう!発車オーライ
『田辺令吉のおはよう!発車オーライ』は2011年4月1日から2013年3月29日まで南日本放送（MBCラジオ）で平日6:30 - 9:40に放送されていた朝の生ワイドのラジオ番組。

## 番組のコンセプト
鉄道・旅行・お天気にとても詳しい田辺令吉アナウンサーが一日のスタートに相応しいフレッシュな情報を丁寧にチョイスして紹介。鹿児島県内の情報だけでなく九州新幹線全線開業でぐ～んと近くなった大阪・兵庫・岡山・広島・山口の観光情報も現地から毎日発信される。『マイ・スクラップブック』では、農林漁業に限らず県内の幅広い職種の御方から週替わりテーマでフリートークをする形式をとっている。

## 放送時間
- 毎週月曜 - 金曜 6:30 - 9:40

## 出演者
- 田辺令吉（南日本放送アナウンサー、愛称・田辺師匠）

## 生中継コーナー
- 「ポニーの街角スケッチ」:7:08頃・8:43 - 49頃 ・9:32頃
  - ラジオカー「ポニー号」で鹿児島県内各地へ出かけて様々な話題を中継レポート。
- （月～金）ポニーメイツ（平山琴実・松林里奈）
- （月～木）吉田智大アナウンサー
  - 　その他不定期でポニーメイツOGの藏薗千尋（くらぞの　ちひろ）(MBCタレント）

## 生電話コーナー
- 『マイ・スクラップブック』（月～金）7:45 - 50

月～金曜日毎日日替わりで鹿児島県内で活躍する幅広い分野やご職業の方々にフリーテーマでお話を伺う。 それぞれの担当の任期は三ヶ月。
- 『行ってみ大使・食べ大使』（月～金）9:00 - 05

九州新幹線全線開業でぐ～んと近くなった山陽新幹線沿線である大阪府・兵庫県・岡山県・広島県・山口県から毎回1人ずつ、自治体の観光関係者に限らず様々な方面から出演、紹介者はレギュラーメンバーが出演する岡山、各地の官民様々な観光関係者が巡回しながら出演する大阪や兵庫などさまざま。内容はそのシーズンの旬な話題やご当地自慢やお国訛りを交えながらとっておき情報などを盛りだくさん紹介する。
- 9：15 - 25:各コーナー

（月～木）『経済連　いきいき園芸情報』～JA鹿児島県経済連（上池美穂）
- （金）『ねむりの相談』ふとんの今藤(今藤 尚一)

- 9：25 - 30

（月～木）『ジャパネットたかたラジオショッピング』

## その他
- 番組は『ふじやんの朝ラジオ』以来の約10年ぶりの男性局アナの単独による朝生ワイド番組である。
- 「歌のない歌謡曲」は前番組から引き続き 古山かおりアナウンサー、「希望のリボン」は今番組より山下　美智代（MBCタレント）と生放送部分に未出演者が担当している。
- 「セイカ食品子供応援団；みんな元気」(毎週火曜日に鹿児島県内の幼稚園・保育園を訪ねる)は、今番組から担当がポニーメイツから赤岩　瞳（ポニーメイツOG、現・MBCタレント）へ変更となり完全な録音番組となった。
- 「きょうの運勢」は一般的な 12星座占いでなく生まれ月での占い。
- 気象予報士でもある田辺アナは、気象情報やフリートークの中でわかりやすい補足をしたり大雨・台風・紫外線・桜島の風向きなどに対しては独自のワンポイントアドバイスが付け加えたりしている。
- 番組内では田辺アナウンサーお得意の玄人肌な鉄道活用術や知って得する旅の裏ワザなどがよく披露される事が多い。

## 備考
- ポニー (ラジオカー)
- SUZUKIハッピーモーニング・いってらっしゃいシリーズ
- 武田鉄矢・今朝の三枚おろし
- お早うネットワーク
- 話題のアンテナ 日本全国8時です